# Maurice-René Simonnet
Pour les articles homonymes, voir Simonnet.
Maurice-René Simonnet, né le 4 octobre 1919 dans le 3e arrondissement de Lyon (Rhône) et mort le 21 août 1988 à Montélimar (Drôme), est un homme politique français.

## Biographie
Fils d'un ingénieur et chef d'entreprise lyonnais, il est l'élève de Georges Bidault à Lyon avant de poursuivre ses études à l'école libre des sciences politiques.
Engagé au sein de la jeunesse étudiante chrétienne (JEC), il se mobilise, après la défaite de 1940, pour que les associations catholiques de masse ne tombent pas sous la coupe du régime de Vichy, qu'il combat d'abord par la propagande.
Ainsi, il anime à partir de juin 1941 une revue intitulée Cahiers de notre jeunesse, à laquelle collaborent aussi André Mandouze, Albert Gortais et Gilbert Dru. Après l'interdiction de la revue, en 1943, il fonde avec ce dernier les Jeunes chrétiens combattants. Cette création est aussi un moyen de ne pas impliquer la JEC en tant que telle dans la résistance catholique.
À la fin de la guerre, il joue un rôle important dans la naissance du Mouvement républicain populaire (MRP). Il rédige, avec André Colin, le Manifeste pour un Mouvement républicain de Libération, qui en est la préfiguration. Il est alors clairement positionné sur l'aile gauche du nouveau parti, prônant, dans la suite des orientations de la JEC, la rupture avec le capitalisme.
Deuxième sur la liste MRP menée dans la Drôme par Pierre Dhers lors des élections législatives de juin 1946, il est élu député, mais perd son siège à quelques voix près en novembre 1946.
Les élections étant cependant annulées à la suite d'irrégularités, il retrouve son siège à l'occasion d'une partielle organisée en mars 1947.
Tête de liste en 1951 et 1956, il est réélu à l'assemblée nationale malgré la perte importante d'influence du MRP dans la Drôme.
À l'assemblée, il est un des piliers de la commission de l'éducation nationale pendant la première législature, et rapporte le budget de ce ministère de 1950 à 1955. Il est aussi rapporteur de la loi Barangé, en 1951.
Secrétaire général du MRP en 1955, il est alors l'étoile montante du parti. En novembre 1957, il entre au gouvernement, avec le portefeuille modeste de secrétaire d'État à la Marine marchande. Il n'est cependant pas reconduit dans le gouvernement suivant, celui de Pierre Pflimlin, emporté par l'effondrement de la IVe République.
Réélu député en 1958, il est battu en 1962 par le candidat gaulliste. Il échouera ensuite à retrouver son siège, bien qu'étant candidat à toutes les élections jusqu'à celles de 1973.
Tout en continuant de siéger au conseil général de la Drôme (il en est l'élu de 1952 à 1958, puis de 1964 à 1970), il se consacre à sa carrière de juriste. Agrégé en droit en 1969, proche du ministre de l'Éducation nationale Joseph Fontanet, il joue un rôle dans la création de l'université Lyon-III où il enseigne avant d'en devenir le doyen.
En 1979, il retrouve un siège de parlementaire, mais à Strasbourg, étant élu lors des premières élections européennes sur la liste UDF menée par Simone Veil.
En 1984, il est nommé membre du Conseil constitutionnel par Alain Poher, président du Sénat,,, qui a pour lui une grande affection, afin de compléter le mandat de Louis Gros, décédé en exercice. Deux ans plus tard, en 1986, il est reconduit dans ses fonctions,,.
Il meurt en cours de mandat, des suites d'une longue maladie. Il est inhumé à Donzère.
Après sa mort, son nom est donné à une avenue de Valence, à une avenue de Bourg-de-Péage et à une rue de Donzère.

## Fonctions
- Secrétaire d'État à la Marine marchande du gouvernement Félix Gaillard (du 11 novembre 1957 au 14 mai 1958 Conseiller général de la Drôme (canton de Saint-Vallier) de 1952 à 1958 et (canton de La Chapelle-en-Vercors) de 1964 à 1970.
- 17 juillet 1979 - 23 juillet 1984 : Député européen
- Membre du Conseil constitutionnel (1984-1988)
- Secrétaire général du MRP (1955-1962)

## Décorations
- Croix de guerre 1939–1945[8]